# Élections législatives de 1986 dans l'Orne
Les élections législatives françaises de 1986 ont lieu le 16 mars 1986. Dans le département de l'Orne, trois députés sont à élire dans le cadre d'un scrutin proportionnel par liste départementale à un seul tour.

## Élus
| Député élu     |  | Parti       |
| -------------- |  | ----------- |
| Daniel Goulet  |  | RPR         |
| Francis Geng   |  | UDF (CDS)   |
| Michel Lambert |  | DVG (ex-PS) |

## Résultats

### Résultats à l'échelle du département
| Liste Parti politique | Liste Parti politique                                                                                            | Tête de liste           | Tour unique | Tour unique | Sièges |
| Liste Parti politique | Liste Parti politique                                                                                            | Tête de liste           | Voix        | %           | Sièges |
| --------------------- | --- | ----------------------- | ----------- | ----------- | ------ |
|                       | Union de l'opposition RPR-UDF Rassemblement pour la République (UDF)                                             | Daniel Goulet           | 75 755      | 48,24       | 2      |
|                       | Liste d'union socialiste pour l'Orne Divers gauche (diss. Parti socialiste)                                      | Michel Lambert          | 34 186      | 21,77       | 1      |
|                       | Pour une majorité de progrès avec le président de la République Mouvement des radicaux de gauche (PS)            | François Doubin         | 16 613      | 10,58       | 0      |
|                       | Rassemblement national Front national                                                                            | Jean-François Delacroix | 10 208      | 6,50        | 0      |
|                       | Liste d'union pour l'Orne Divers droite (diss. Rassemblement pour la République)                                 | Razah Raad              | 8 417       | 5,36        | 0      |
|                       | Liste présentée par le Parti communiste français Parti communiste français                                       | Pierre Frénée           | 5 193       | 3,30        | 0      |
|                       | Les Verts Orne Écologie Les Verts                                                                                | M. Berthoud             | 3 848       | 2,45        | 0      |
|                       | Parti ouvrier européen Extrême droite (Parti ouvrier européen)                                                   | Yves Paumier            | 1 470       | 0,93        | 0      |
|                       | Liste du Mouvement pour un parti des travailleurs Orne Extrême gauche (Mouvement pour un parti des travailleurs) | Michèle Picco           | 850         | 0,54        | 0      |
|                       | Alternative 61 Parti socialiste unifié                                                                           | Dominique Noirot        | 501         | 0,31        | 0      |
|                       | |                         |             |             |        |
| Inscrits              | Inscrits | Inscrits                | 209 525     | 100,00      | 3      |
| Abstentions           | Abstentions | Abstentions             | 42 696      | 20,38       |        |
| Votants               | Votants | Votants                 | 166 829     | 79,62       |        |
| Blancs et nuls        | Blancs et nuls                                                                                                   | Blancs et nuls          | 9 781       | 5,86        |        |
| Exprimés              | Exprimés | Exprimés                | 157 048     | 94,14       |        |

### Listes complètes en présence
| Liste Étiquette politique (partis et alliances) | Liste Étiquette politique (partis et alliances)                                                                     | Candidats (et remplaçants éventuels) |
| ----------------------------------------------- | --- | --- |
|                                                 | Union de l'opposition RPR-UDF Union de la droite (RPR - UDF)                                                        | 1. Daniel Goulet (RPR) 2. Francis Geng (UDF-CDS) 3. Gérard Burel (RPR) ————————————4. Jean-Baptiste Fauroux (UDF-PR) 5. Bernard Desgrippes (RPR) |
|                                                 | Liste d'union socialiste pour l'Orne Divers gauche (PS diss.)                                                       | 1. Michel Lambert 2. André Grudet 3. Jean-Claude Pavis ————————————4. Ginette Forget 5. Lucien Gautier                                           |
|                                                 | Pour une majorité de progrès avec le président de la République Mouvement des radicaux de gauche - Parti socialiste | 1. François Doubin (MRG) 2. Yves Le Pape (PS) 3. Charles Geslain (MRG) ————————————4. Jean-Claude Nogues (PS) 5. Laurent Beauvais (PS)           |
|                                                 | Rassemblement national Front national                                                                               | 1. Jean-François Delacroix 2. Jean Charles 3. Isabelle Dupuy ————————————4. Charles Met 5. Brigitte Lecœur                                       |
|                                                 | Liste d'union pour l'Orne Divers droite (RPR diss.)                                                                 | 1. Razah Raad 2. Jean Verhaeghe 3. Jacqueline Bouvet ————————————4. Jean-Philippe Duguey 5. Yvonne Ramare                                        |
|                                                 | Liste présentée par le Parti communiste français Parti communiste français                                          | 1. Pierre Frénée 2. Robert Lévesque 3. Marcel Delaunay ————————————4. Jeanne Hardy 5. Gérard Bonvilain                                           |
|                                                 | Les Verts Orne Écologie Les Verts                                                                                   | 1. François Berthoud 2. Jean-Luc Pithois 3. Bernard Soul ————————————4. Geneviève Héry 5. Marc Bouquerel                                         |
|                                                 | Liste du Parti ouvrier européen Parti ouvrier européen                                                              | 1. Yves Paumier 2. Didier Leroux 3. Chantal Thilloux ————————————4. Paulette Damblon 5. Gabriel Sauveur                                          |
|                                                 | Liste du Mouvement pour un parti des travailleurs Orne Mouvement pour un parti des travailleurs                     | 1. Michèle Picco 2. Michel Bauer 3. Pierre Louineau ————————————4. Denis Pottier 5. Thierry Coulon                                               |
|                                                 | Alternative 61 Parti socialiste unifié                                                                              | 1. Dominique Noirot 2. Alain Barbelivien 3. Christiane Vegas ————————————4. Jacques Poignet 5. Éric Michenaud                                    |